# Florin Kompatscher

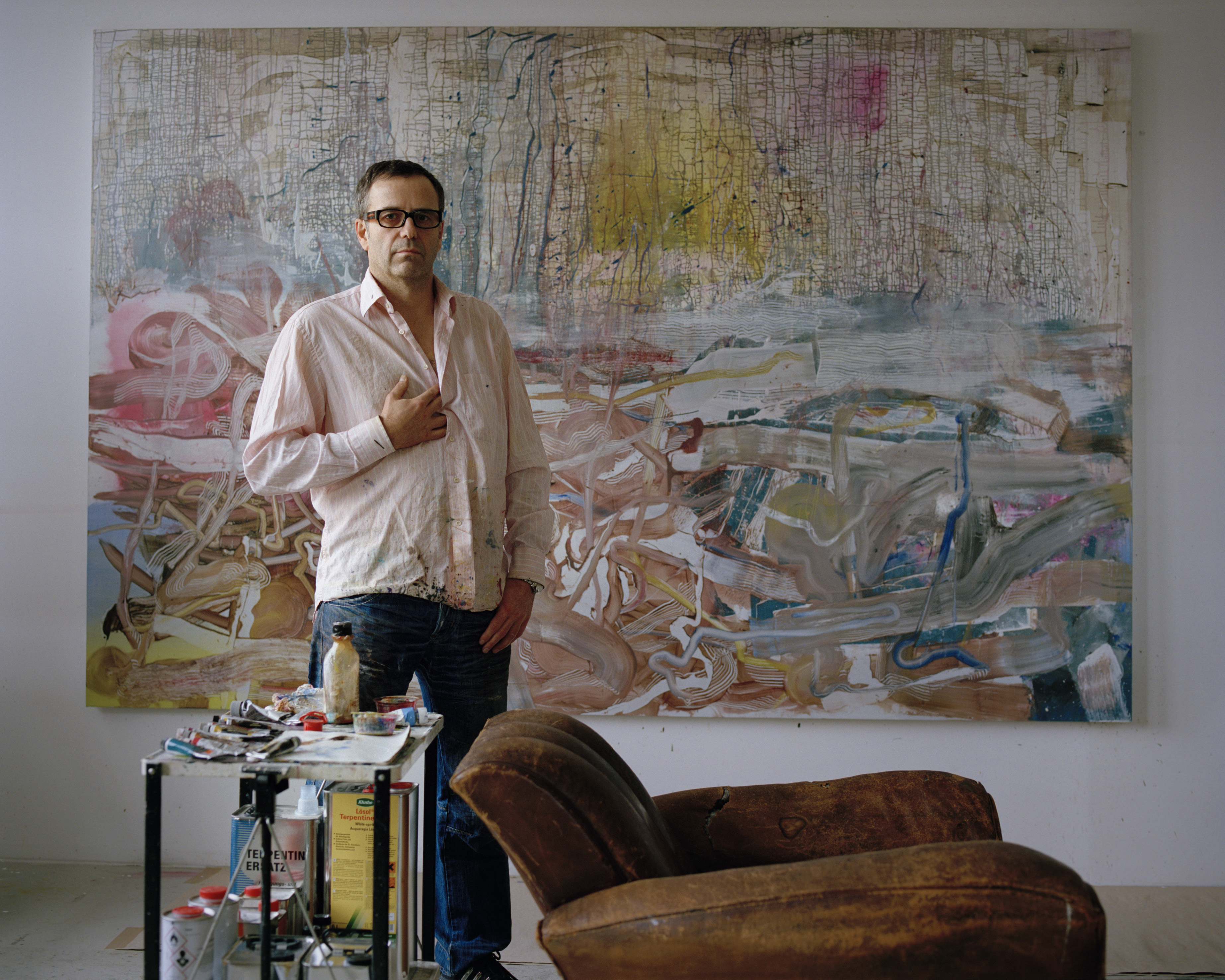
Florin Kompatscher porträtiert von Oliver Mark, Berlin 2013

Florin Kompatscher (* 1960 in Bozen, Italien) ist ein italienischer Maler, der in Berlin lebt und arbeitet.

## Leben
Florin Kompatscher besuchte von 1976 bis 1980 die Kunstschule in Wolkenstein in Gröden. Von 1981 bis 1986 studierte er an der Hochschule für angewandte Kunst in Wien bei Carl Unger und Adolf Frohner, wo er ein Rom-Stipendium für das Jahr 1987 gewann. Es folgten Aufenthalte in Madrid von 1988 bis 1989, Paris ab 1990, Hamburg und ab 1993 in Köln und Südtirol.
Der Südtiroler wohnt seit 2003 in Berlin und seit 2010 im Berliner Stadtteil Moabit mit seiner Partnerin, der Osttiroler Künstlerin Maria Brunner. Sein Atelier befindet sich im Stadtteil Wilmersdorf.
Florin Kompatscher ist mit Werken in der Sammlung Deutsche Bank sowie den Sammlungen des Museions in Bozen, des Amtes für Kultur in Südtirol und des Tiroler Landesmuseums Ferdinandeum vertreten.

## Einzelausstellungen (Auswahl)

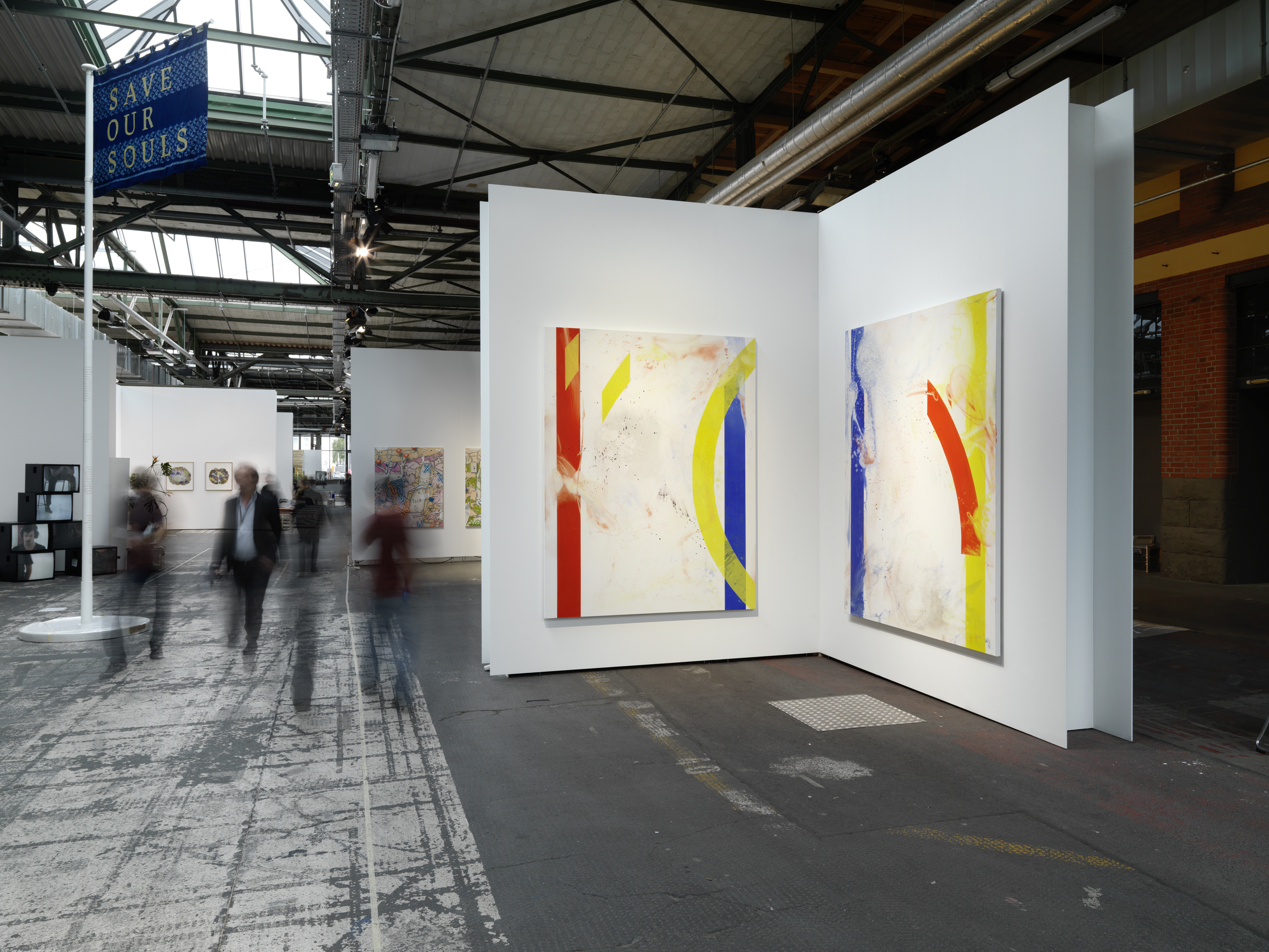
"Fluss ohne Ufer", 2015, 2 × 240 × 190 cm, Öl auf Leinwand, abc - Art Berlin Contemporary 2015

- 2018: "Genie out of the Bottle, Philipp Haverkampf Galerie, Berlin
- 2016: "Malerei", Galerie Elisabeth & Klaus Thoman, Innsbruck
- 2015: "Fluss ohne Ufer", Künstlerhaus Bethanien, Berlin abc - art berlin contemporary 2015, Berlin, „schleie farbe lief“, Galerie Elisabeth & Klaus Thoman, Wien
- 2014: „Parallel Vienna 2014“, Altes Zollamt, Wien
- 2012: „Der Himmel hatte Fieber“, Kunstverein Offenburg (mit Maria Brunner), Offenburg
- 2010: „Wake Up Before You Go Purple“, Galerie Andreas Binder, München, “New Painting”, Galerie Strickner, Wien
- 2009: „My Brain Is On An Elevator“, Galerie Eva Bracke, Berlin
- 2008: „Der scharfe Rand der Erde“, Galerie Elisabeth & Klaus Thoman, Innsbruck
- 2007: „Halluzination“, Wiensowski & Harbord, Berlin, „Purple & Asphalt“, Forum Kunst Rottweil
- 2006: „Die lange Heimat“, Kunstverein Heilbronn, „Alles Andere ist Wahr“, Landesmuseum Ferdinandeum, Innsbruck
- 2003: “Tiri Holdio”, Parisa Kind, Frankfurt
- 2002: “Dumdidldauda”, KJUBH Kunstverein, Köln
- 1997: Galerie Elisabeth & Klaus Thoman, Innsbruck, “Zeichnung”, Kunstraum Kabinett, Bern
- 1996: Galerie Michael Janssen, Köln
- 1994: AR/GE Kunst, Galerie Museum, Bozen
- 1993: Dorotheum Kunstpalais, Wien, Galerie Elisabeth & Klaus Thoman, Innsbruck
- 1992: Galerie A. Nisple, St. Gallen, Galerie Margine, Zürich
- 1990: Galerie Estampa, Madrid
- 1989: “Roma”, Galerie Margine, Zürich, “Roma”, Art 11 Art Forum Thomas, München
- 1988: “Roma”, Galerie Elisabeth & Klaus Thoman, Innsbruck, Galerie Ferran Cano, Palma de Mallorca
- 1987: Kunstverein Kärnten (mit Josef Dabernig und Suse Krawagna), Künstlerhaus Klagenfurt
- 1986: Galerie Ariadne, Wien, Galerie Artinizing (Christian Gögger), München, Galerie Elisabeth & Klaus Thoman, Innsbruck

## Gemeinschaftsausstellungen (Auswahl)
- 2018: "Vom Hunger nach Bildern", (mit Siegfried Anzinger, Eva Bodnar, Otto Zitko), kuratiert von Gerald Matt, Galerie Elisabeth & Klaus Thoman, Wien und Innsbruck
- 2016: “Der Funke soll in dir Sein”, kuratiert von Andre Butzer, Salon Dahlmann, Berlin, “20 Jahre Kunstverein Offenburg”, Kunstverein Offenburg
- 2015: "Parallel United", kuratiert von Stefan Bidner, Wien, „Flowers and other Abstractions“, Markhof 2, Wien
- 2014: „Artists agianst Aids“, Bundeskunsthalle, Bonn
- 2013: „Apokalyptik als Widerstand“, Sammlung Tom Biber, Bayerisches Armeemuseum – Ingolstadt
- 2013: „Eine Art Salon“, kuratiert von Marion Piffer Damiani, Galerie Elisabeth & Klaus Thoman, Wien, „Wenn Wünsche wahr werden“, Kunsthalle Emden, Emden
- 2011: „Don´t Eat the Yellow Snow“, Wiensowski & Harbord, Berlin, KUNST Stoff - Skulptur, kuratiert von Jürgen Knubben, Kreissparkasse Rottweil
- 2010: "Offensichtlich Öffentlich", kuratiert von Valeria Schwarz u Peer Golo Willi, Stadtraum Berlin
- 2009. "Formation", Uferhalle, Berlin, "Große Herbstausstellung", Kwadrat, Berlin
- 2008: „Moving Walls - from Berlin“, Museum of New Art (MONA), Detroit
- 2007: „Blind Date Istanbul“, Deutsche Bank Collection, Sabanci Museum, Istanbul, „La Boum III“, Warschau, Breslau, „VC 10“, Hats/Plus, London, „Niveaualarm“, Kunstraum Innsbruck
- 2006: „Im Stadtpark“, Stadtpark Lahr, „Terraine Vague“ Wheelly, VC 8, Bonner Kunstverein
- 2002: „Gastspiel“, (mit Thomas Rentmeister, Jörg Wagner, Iskender Yediler), Künstlerzentrum Köln-Braunsfeld, Köln
- 2000: Pittura Austriae, Positionen aus Österreich. III/III, Galerie Elisabeth & Klaus Thoman, Innsbruck, Kunstforum, Hallein
- 1997: “Art trans”, Gmunden & Rovereto
- 1996: “Die Sicht der Dinge 4: Zentrum & Peripherie, Malerei zwischen Konzept und Prozeß”, Tiroler Landesmuseum Ferdinandeum, Innsbruck
- 1993: “Positionen”, Belvedere, Wien, Galerie im Taxispalais, Innsbruck, Museion, Museum für Moderne Kunst, Bozen 1986: “Junge Szene Wien ´86”, Sezession, Wien